# Erich-Wolfgang Hartzsch
Erich-Wolfgang Hartzsch (* 23. Oktober 1952 in Chemnitz) ist ein deutscher Maler, Grafiker und Medienkünstler, der zur unabhängigen Kunstszene der DDR gehörte.
Sein Werk umfasst Malerei, plastische Objekte, Skulpturen, Fotografie, Film, Musik, Keramik und Tuschezeichnungen, sowie Gedichte und musikalische Experimente. 

## Leben und Werk
Hartzsch beendete 1970 seine Ausbildung als Chemieanlagenbauer. Von 1971 bis 1976 studierte er Maschinenbau und schloss von 1976 bis 1979 ein Studium der Malerei und Grafik an der Hochschule für bildende Künste Dresden/Außenstelle Oederan an. 
Ab 1980 arbeitete er musikalisch mit Klaus Hähner-Springmühl, Andreas Hartzsch, Frank Rassbach, Gitte Hähner-Springmühl in der Gruppe Kartoffelschälmaschine zusammen. Ab 1985 entstanden erste längere experimentelle Filme, beispielsweise Himmelsleiter, Gelena und Der Zauberer 1+2. 1988 entstanden Serien von Künstlerbüchern als Unikate „Einbuch“. Die Zeit bis 1990 war für Hartzsch geprägt von einer intensiven Zusammenarbeit und Freundschaft zu Klaus Hähner-Springmühl. 
In den Jahren 1996 bis 2006 entstanden seine sogenannten „Meditationstafelbilder“ aus Papier, Terracotta, Fotografie, sowie zwölf Gedichtbände mit Illustrationen. 2007 entstanden farbige Arbeiten auf Leinen und Papier, mit den Titel Konstruktion und menschliche Figur, im Jahr 2008 der 13. Gedichtband mit Illustrationen. Von 2006 bis 2009 entstanden Arbeiten auf Leinen und Papier, Videoexperimente/Fotografie Konstruktion und Farbe, Einbücher als Tagebücher, Objekte. Grafiken werden von Hartzsch auf einer Lederpresse selbst gedruckt. 

## Einzelausstellungen (Auswahl)
- 1985 Galerie Clara, Mosch Karl-Marx-Stadt
- 1986 Galerie Oben, Karl-Marx-Stadt
- 1988 Galerie am Markt, Annaberg
- 1989 Galerie Schauspielhaus, Karl-Marx-Stadt
- 1989 Galerie Pablo Neruda Club, Karl-Marx-Stadt
- 1991 Galerie 88, Hanau
- 1991 Galerie Oben, Chemnitz
- 1995 Galerie Oben, Chemnitz
- 1998 Galerie im Lindenhaus, Schloss Augustusburg
- 2000 Städtische Galerie, Riesa
- 2000 Schlosskirche, Chemnitz
- 2002 Galerie Oben, Chemnitz
- 2011 Galerie Laterne, Chemnitz
- 2013 Galerie Bethanien, Berlin
- 2018 Galerie alina art galerie, Leipzig
- 2019 Museum der bildenden Künste Leipzig
- 2023 Francisco Carolinum, Linz, Katalog

## Experimentalfilm und Fotografie
Die meisten seiner Filme entstanden in der Zeit von 1978 bis 1989. Seine Filme gelangten nicht in öffentliche Kinos, sondern wurden innerhalb der Kunstszene, z. B. in Museen, Galerien und Künstlerhäusern gezeigt. Seine Fotoarbeiten beinhalten Übermalungen, Collagen und Objektkunst.
- 1996 "Das andere Kino" unabhängig produzierte Schmalfilme in der DDR (1978–1986), Filmmuseum Potsdam
- NN     "Gegenbilder, filmische Subversio in der DDR 1976–1986", Buchpremiere im "Central" Kino Berlin Mitte
- 2004 Beteiligung am Dokumentarfilm Aus Liebe zum Volk
- 2013 Ausstellung Klaus Hähner-Springmühl in der Galerie Bethanien Berlin, gezeigt werden die Filme Menschen dieser Stadt und Himmelsleiter

Filme
- "Grünauge"
- "Himmelsleiter"
- "Gelena"
- "Der Zauberer 1"
- "Der Zauberer 2"
- "Menschen dieser Stadt"
- "Schinken unterm Papier"
- "Mirabilia"
- "Menschen im Schnitt"
- "Kulturpyramide oder im Grünen ein Traum"
- "Hirnrad"
- "Gabelbissen"
- "Fisch, Wasser, Kopf"
- "Feldlinien"
- "Erdkruste"
- "Eichenblatt"
- "Die Fütterung"

## Arbeiten in öffentlichem Besitz
Sächsisches Staatsministerium für Wissenschaft und Kunst, Institut für moderne Kunst Nürnberg, Kunstsammlung der Deutschen Bank,
Kunstsammlungen Chemnitz, Kupferstichkabinett Dresden, Kunsthalle Rostock, Kunstsammlung Nordrhein-Westfalen, Opernhaus Chemnitz, Envia Chemnitz, Kunstfonds des Freistaates Sachsen, Kupferstichkabinett des Schweriner Museums Neue Sächsische Galerie